# Roman Jaworski (urzędnik państwowy)
Roman Jaworski – polski specjalista ochrony środowiska i urzędnik państwowy, w latach 2015–2016 p.o. Głównego Inspektora Ochrony Środowiska.

## Życiorys
Ukończył studia z inżynierii chemicznej i procesowej na Politechnice Łódzkiej. Prowadził wykłady z zakresu Państwowego Monitoringu Środowiska w Akademii Obrony Narodowej dla kadry urzędów centralnych i wojewódzkich. W pracy zawodowej specjalizował się w zakresie technologii ochrony środowiska, opiniował oddziaływanie projektów na środowisko oraz nadzorował projekty inwestycji.
W latach 90. pracował jako dyrektor Wojewódzkiego Inspektoratu Ochrony Środowiska w Piotrkowie Trybunalskim, współautor publikacji wydawanych przez ten urząd. Od 1996 zatrudniony w Głównym Inspektoracie Ochrony Środowiska, w pierwszej dekadzie XXI wieku doszedł w nim do stanowiska wiceprezesa (do 2015). 18 listopada 2015 tymczasowo powołany na stanowisko Głównego Inspektora Ochrony Środowiska. Zakończył pełnienie funkcji z dniem 25 maja 2016. Powrócił następnie na fotel zastępcy GIOŚ, który zajmował do 2017.

## Odznaczenia
Wyróżniony Srebrnym Krzyżem Zasługi (2000) i Złotą Odznaką honorową „Za Zasługi dla Ochrony Środowiska i Gospodarki Wodnej”.